# Slätthult, Lerums kommun
Slätthult är en tätort i Lerums socken i Lerums kommun i Västergötland. Bebyggelsen i östra delen avgränsades av SCB före 2015 till en småort med namnet Slätthult (östra delen). 

## Befolkningsutveckling
| Befolkningsutvecklingen i Slätthult 2015–2020                                               | Befolkningsutvecklingen i Slätthult 2015–2020 | Befolkningsutvecklingen i Slätthult 2015–2020 | Befolkningsutvecklingen i Slätthult 2015–2020 | Befolkningsutvecklingen i Slätthult 2015–2020 |
| ------------------------------------------------------------------------------------------- | --------------------------------------------- | --------------------------------------------- | --------------------------------------------- | --------------------------------------------- |
|                                                                                             |                                               |                                               |                                               |                                               |
| År                                                                                          |                                               |                                               | Folkmängd                                     | Areal (ha)                                    |
| 2015                                                                                        | 2015                                          |                                               | 231                                           | 64                                            |
| 2020                                                                                        | 2020                                          |                                               | 260                                           | 73                                            |
| Anm.: Ny tätort 2015, när den östra delen växte samman med småorten Toleryd och Björkelund. |                                               |                                               |                                               |                                               |